# Samuel Xavier
Samuel Xavier Brito (San Paolo, 6 giugno 1990) è un calciatore brasiliano, difensore del Fluminense.

## Caratteristiche tecniche
È un terzino destro.

## Carriera
Cresciuto nelle giovanili del Paulista, ha esordito il 21 marzo 2010 in occasione del match del Campionato Paulista vinto 1-0 contro il Botafogo-SP.

## Statistiche

### Presenze e reti nei club
Statistiche aggiornate al 23 marzo 2018.
| Stagione           | Squadra            | Campionato         | Campionato | Campionato | Coppe nazionali | Coppe nazionali | Coppe nazionali | Coppe continentali | Coppe continentali | Coppe continentali | Altre coppe | Altre coppe | Altre coppe | Totale | Totale | Totale |
| Stagione           | Squadra            | Comp               | Pres       | Reti       | Comp            | Pres            | Reti            | Comp               | Pres               | Reti               | Comp        | Pres        | Reti        | Pres   | Reti   |        |
| ------------------ | ------------------ | ------------------ | ---------- | ---------- | --------------- | --------------- | --------------- | ------------------ | ------------------ | ------------------ | ----------- | ----------- | ----------- | ------ | ------ | ------ |
| 2010               | Paulista           | A1/SP              | 5          | 1          | CB              | 0               | 0               |                    | -                  | -                  | CP          | 24          | 0           | 29     | 1      |        |
| 2011               | Paulista           | A1/SP              | 8          | 0          | CB              | 2               | 0               |                    | -                  | -                  | CP          | 25          | 1           | 35     | 1      |        |
| 2012               | Paulista           | A1/SP              | 16         | 0          | CB              | 2               | 0               |                    | -                  | -                  |             | -           | -           | 18     | 0      |        |
| Totale Paulista    | Totale Paulista    | Totale Paulista    | 29         | 1          |                 | 4               | 0               |                    | -                  | -                  |             | 49          | 1           | 82     | 2      |        |
| 2012               | São Caetano        | A1/SP+B            | 0+21       | 0          | CB              | 0               | 0               |                    | -                  | -                  |             | -           | -           | 21     | 0      |        |
| 2013               | São Caetano        | A1/SP+B            | 18+23      | 0          | CB              | 2               | 0               |                    | -                  | -                  | CP          | 4           | 0           | 47     | 0      |        |
| Totale São Caetano | Totale São Caetano | Totale São Caetano | 62         | 0          |                 | 2               | 0               |                    | -                  | -                  |             | 4           | 0           | 68     | 0      |        |
| 2014               | Ceará              | PD/CE+B            | 14+33      | 2+1        | CB              | 5               | 0               |                    | -                  | -                  | CDN         | 10          | 1           | 62     | 4      |        |
| 2015               | Ceará              | PD/CE+B            | 13+0       | 0          | CB              | 2               | 0               |                    | -                  | -                  | CDN         | 10          | 0           | 25     | 0      |        |
| Totale Ceará       | Totale Ceará       | Totale Ceará       | 60         | 3          |                 | 7               | 0               |                    | -                  | -                  |             | 20          | 1           | 87     | 4      |        |
| 2015               | Sport Recife       | A1/PE+A            | 0+30       | 1          | CB              | 0               | 0               | CS                 | 1                  | 0                  |             | -           | -           | 31     | 1      |        |
| 2016               | Sport Recife       | A1/PE+A            | 13+35      | 0          | CB              | 0               | 0               | CS                 | 2                  | 0                  | CDN         | 9           | 1           | 29     | 1      |        |
| 2017               | Sport Recife       | A1/PE+A            | 8+24       | 0          | CB              | 7               | 1               | CS                 | 5                  | 0                  | CDN         | 11          | 0           | 55     | 1      |        |
| Totale Ceará       | Totale Ceará       | Totale Ceará       | 110        | 1          |                 | 7               | 1               |                    | 8                  | 0                  |             | 20          | 1           | 145    | 3      |        |
| 2018               | Atlético Mineiro   | M1/MG+A            | 0+4        | 0          | CB              | 3               | 0               |                    | -                  | -                  |             | -           | -           | 7      | 0      |        |
| 2018               | Ceará              | PD/CE+A            | 0+19       | 1          | CB              | 0               | 0               |                    | -                  | -                  |             | -           | -           | 19     | 1      |        |
| Totale carriera    | Totale carriera    | Totale carriera    | 284        | 6          |                 | 23              | 1               |                    | 8                  | 0                  |             | 93          | 3           | 408    | 10     |        |

## Palmarès

### Club

#### Competizioni statali
- Campionato Carioca: 2

Fluminense: 2022, 2023
- Taça Guanabara: 2

Fluminense: 2022, 2023

#### Competizioni internazionali
- Coppa Libertadores: 1

Fluminense: 2023
- Recopa Sudamericana: 1

Fluminense: 2024